# Forstseil

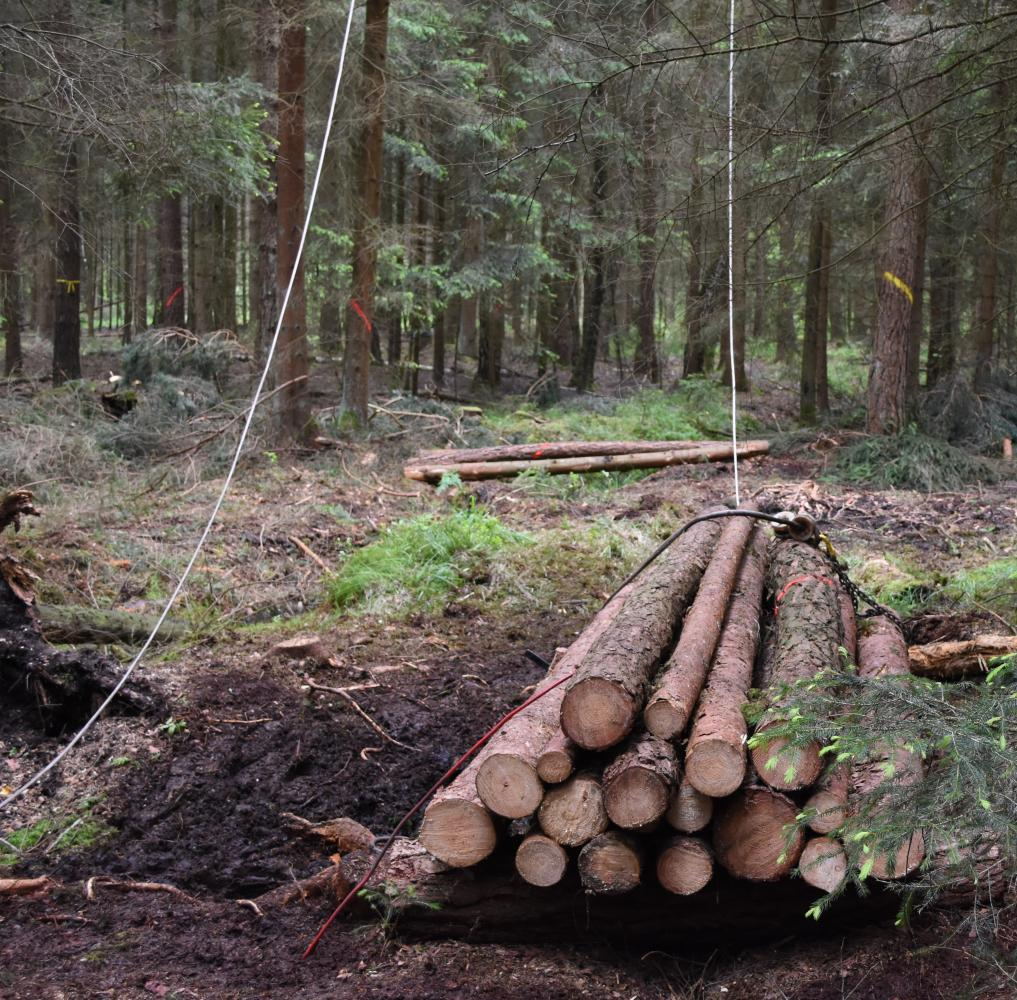
Forstseil

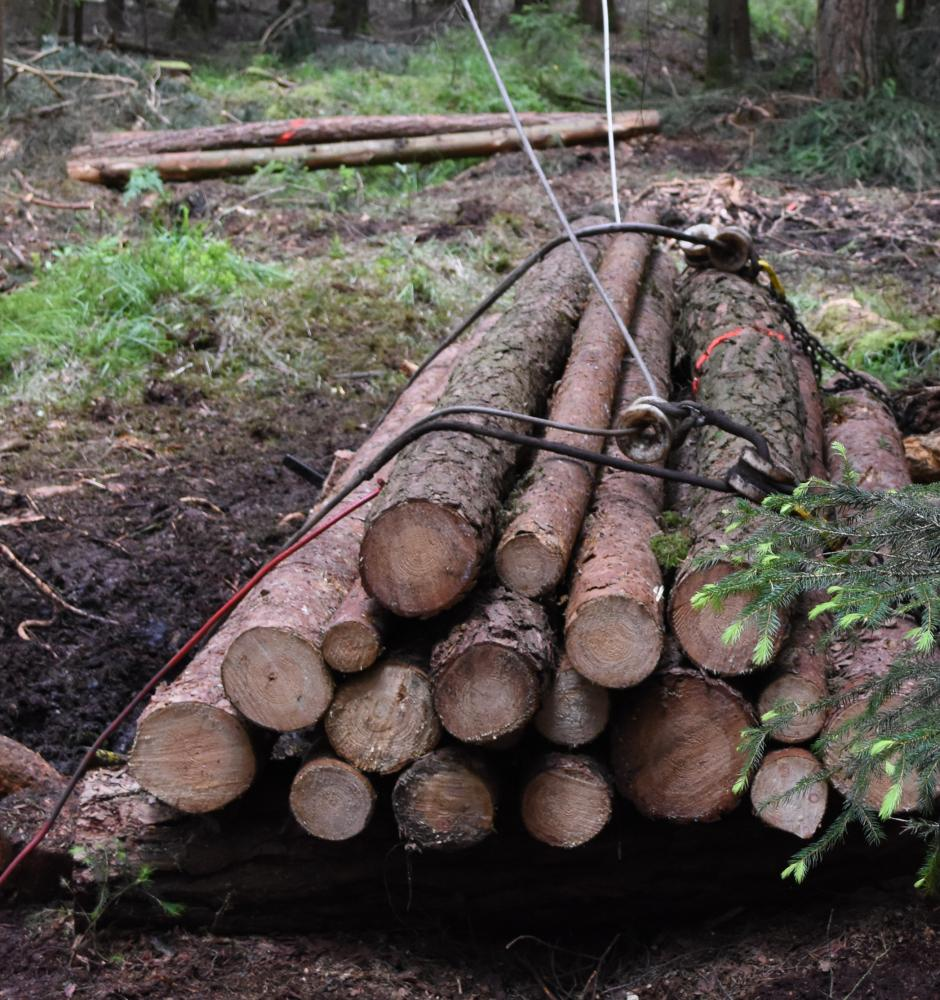
Forstseil mit Seilgleithaken

Ein Forstseil ist eine Variante des Drahtseiles; allerdings sind auch Kunststoff-Forstseile lieferbar. Es wird in der Forstwirtschaft vorwiegend zum Holzrücken, aber auch zur Unterstützung von Baumfällarbeiten verwendet.
Das Forstseil in Stahldrahtausführung unterscheidet sich von herkömmlichen Ausführungen dadurch, dass die Oberfläche durch Nachverdichtung geglättet und das Seil bei gleicher Festigkeit im Durchmesser verkleinert wird. Hierdurch gleitet das Seil leichter und nimmt weniger Schmutz und Fremdkörper auf. Darüber hinaus ist durch den geringeren Durchmesser auch mehr Seillänge auf der Windentrommel möglich.
Verwendet wird das Seil meist auf Forstwinden, die häufig zusammen mit einem Rückeschild  und einer Bergstütze eine Einheit bilden. Neben einem Sicherheitshaken ist häufig auch ein Seilgleithaken montiert, um seilschonend eine Schlaufe um Baumstämme bilden zu können.